# S-преобразование
S-преобразова́ние — один из математических операционных методов отображения функции, зависящей от одной переменной, обычно от времени в частотно-временную область, разновидность оконного преобразования Фурье с гауссовской оконной функцией вида {\displaystyle f\left(x\right)=ae^{-{b(x-c)^{2}}}}.
S-преобразование имеет лучшее разрешение, чем преобразование Габора, но уступает по разрешению преобразованию Вигнера и билинейному время-частотному преобразованию.
Предложено в 1994 г. для анализа геофизических данных.
В 2008 г. найден алгоритм быстрого S-преобразования, на несколько порядков сокращающий вычислительную сложность относительно прямого вычисления. Алгоритм быстрого S-преобразования свободно доступен по свободной лицензии.

## Определение
Математически S-преобразование определяется как оконное преобразование Фурье с гауссовой оконной функцией:
{\displaystyle S_{x}(t,f)=\int _{-\infty }^{\infty }x(\tau )|f|e^{-\pi (t-\tau )^{2}f^{2}}e^{-j2\pi f\tau }\,d\tau .}
Обратное S-преобразование:
{\displaystyle x(\tau )=\int _{-\infty }^{\infty }\left[\int _{-\infty }^{\infty }S_{x}(t,f)\,dt\right]\,e^{j2\pi f\tau }\,df.}

## Общие замечания
Операционные методы (операционные исчисления) нашли широкое распространение при исследовании динамических систем. Наибольшую известность и применение получили преобразования Лапласа, Фурье, Z-преобразование, дифференциальные преобразования Пухова. Характерной особенностью всех операционных методов является такое преобразование сигналов и переменных интегро-дифференциальной математической модели динамической системы, при котором формируется алгебраическая модель системы, производится решение задачи, и на основе которых путём обратного операционного преобразования определяются решения исходной математической модели. Развитие фрактальных динамических систем, математическими моделями которых являются интегро-дифференциальные уравнения нецелых порядков, привело к необходимости создания и применения новых операционных методов, которые были бы применимы как к классическим динамическим системам целого порядка, так и к фрактальным системам. Одним из таких методов является метод, получивший название S-преобразования. Метод основан на использовании полиномиальной аппроксимации в качестве операционного исчисления.